# 준나 천황
준나 천황(일본어: 淳和天皇, 786년 ~ 840년)은 일본의 53대 천황(재위: 823년 ~ 833년)이었다. 그는 간무 천황의 아들로 천황위에 오르기 전의 개인 이름은 오토모 친왕(일본어: 大伴親王)이었다. 태상천황이 된 후의 거처인 준나인(淳和院)의 별칭인 사이인(西院)을 따서 사이인노미카도(西院帝)라고 한다.

## 가족 관계
- 아버지 : 일본 제50대 간무 천황(桓武天皇, 737~806)
- 어머니 : 증 황태후 후지와라 타비코(曾 皇太后 藤原旅子, 759~788)
  - 황후 : 마사코내친왕(正子内親王, 810~879) - 사가 천황(嵯峨天皇 神野親王 , 786~842)의 딸
    - 차남 : 황태자 츠네사다친왕(皇太子 恒貞親王, 825~884)
    - 3남 : 모토사다친왕(基貞親王, 827~869)
    - 4남 : 츠네무네친왕(恒統親王, 829~842)

  - 비 : 증 황후 친왕비 코시 내친왕(曾 皇后 親王妃 高志内親王, 789~809) - 간무 천황(桓武天皇, 737~806)의 딸
    - 장남 : 츠네요친왕(恒世親王, 805~826)
    - 장녀 : 우지코내친왕(氏子内親王, ?~885)
    - 차녀 : 아리코내친왕(有子内親王, ?~862)
    - 3녀 : 사다코내친왕(貞子内親王, ?~834)

  - 궁인 : 오츠구여왕(緒継女王, 787~827)
  - 뇨고(女御) : 나가하라노 모토히메(永原原姫)
  - 뇨고(女御) : 타치바나노 우지코(橘氏子) - 타치바나노 나가나(橘永名, 780~866)의 딸이며 단린황후 타치바나노 카치코의 당질녀
  - 코이(更衣) : 후지와라노 키요이코(藤原潔子) - 후지와라노 나가오카(藤原長岡, 786~849)의 딸
  - 궁인 : 키요하라노 하루코(清原春子, ?~?) - 키요하라노 나츠노(清原夏野, 782~837)의 딸
    - 7녀 : 아키라케이코내친왕(明子内親王, ?~854)

  - 궁인 : 오나카토미노 야스코(大中臣安子) - 오나카토미노 후치나(大中臣淵魚, 774~850)의 딸
  - 5남 : 요시사다친왕(良貞親王, ?~848)
  - 궁인 : 오노노 타카코(大野鷹子) - 오노노 마사오(大野真雄)의 딸
    - 딸 : 히로코내친왕(寛子内親王, ?~869)

  - 궁인 : 타치바나노 후나코(橘船子) - 타치바나노 키요노(橘浄野)의 딸
    - 딸 : 타카코내친왕(崇子内親王, ?~848)

  - 궁인 : 타지히노 이케코(丹土犀池子) - 타지히노 카도나리(丹墀門成, ?~853)의 딸
    - 6녀 : 토모코내친왕(同子内親王, ?~860)

  - 생모미상
    - 딸 : 무네노 타다코(統忠子, ?~863)

## 약력
헤이제이 천황의 반란 후에 그는 사가 천황의 황태자가 되었다.
- 고닌 14년(823년) 4월 17일 - 사가 천황이 황위에서 물러나 양위하였다. 천황의 동생이며 간무 천황의 3남인 오토모 친왕이 황위를 계승하였다.
- 덴초 10년(833년) 2월 28일 - 준나 천황은 차남인 마사라 친왕(후의 닌묘 천황)에게 양위하였다. 왕좌에서 내려온 후 7년간 두 명의 이전 천황이 살아있었다.
- 조와 7년(840년) 5월 8일 - 이전의 천황 준토쿠 천황이 55세로 사망하였다.

## 같이 보기
- 일본 천황